# Huis te Manpad

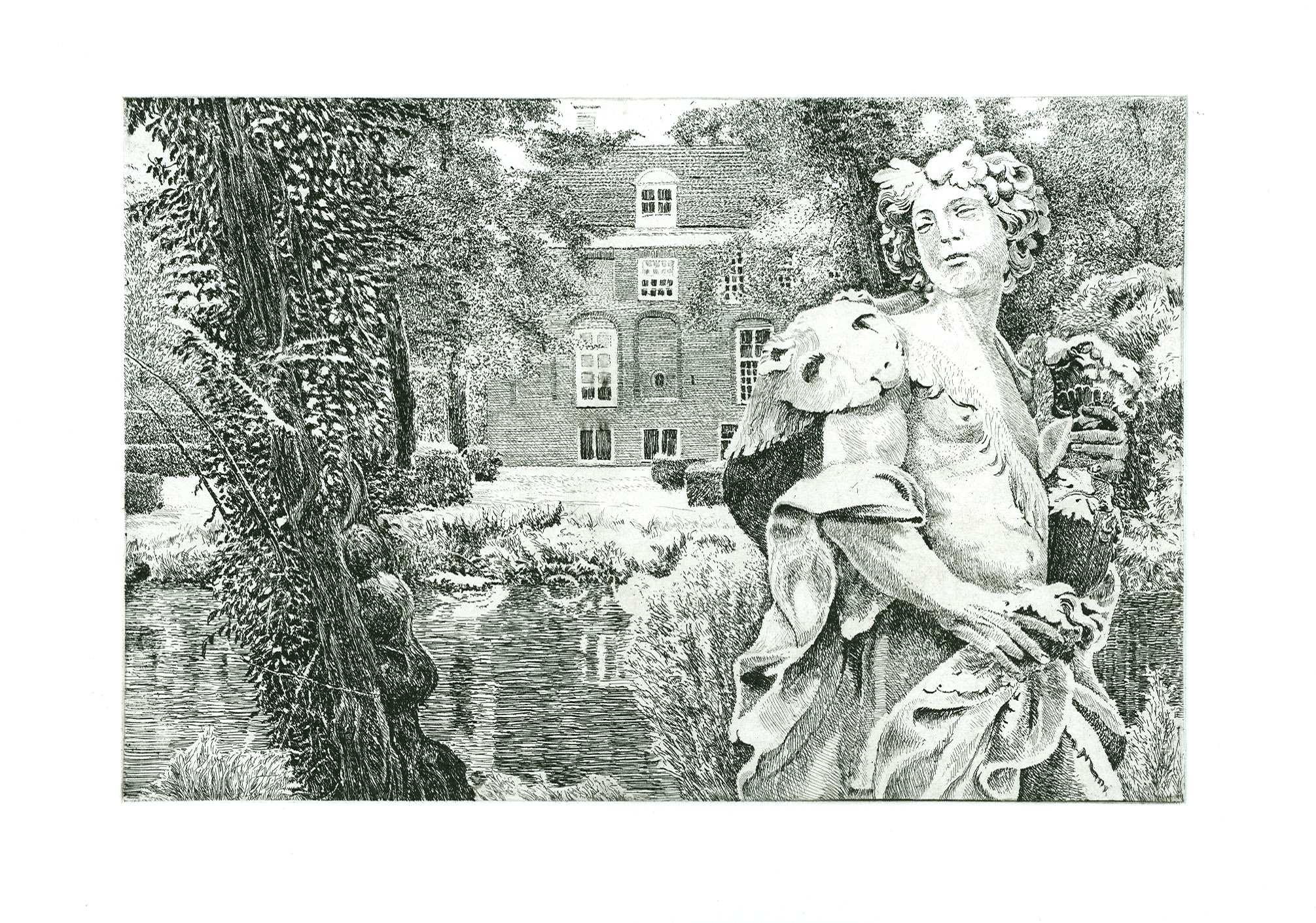
Huis te Manpad (Ets Han van Hagen)

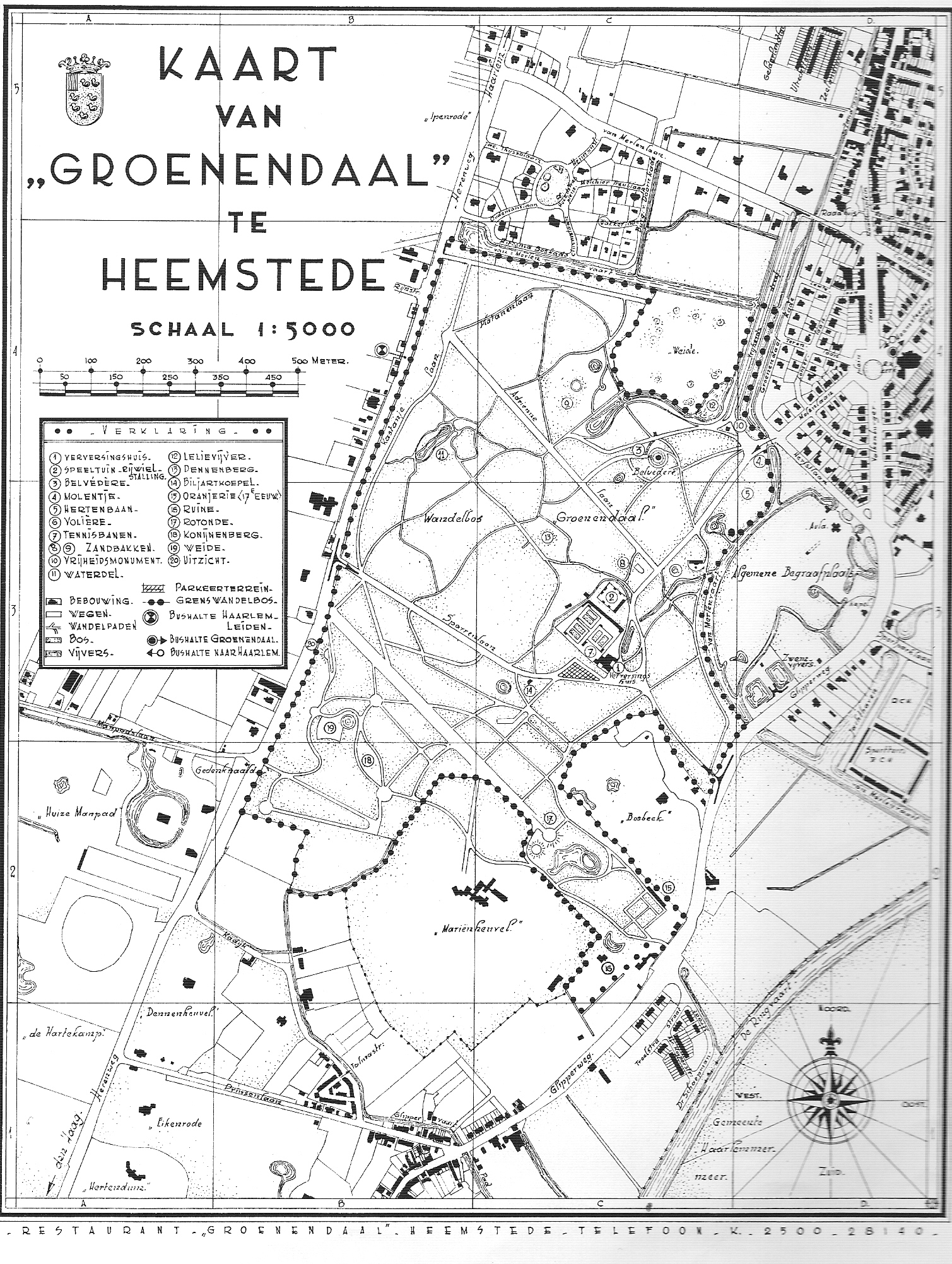
Op deze historische wandelkaart ligt onder de legenda 'Huis te Manpad'. Klik driemaal op de afbeelding om in te zoomen.

Het Huis te Manpad is een historische buitenplaats aan de Herenweg 9 in het Noord-Hollandse Heemstede. 

## Geschiedenis
In 1558 werd voor het eerst melding gemaakt van de buitenplaats. Pieter Cornelisz. Heuts gaf in 1630 opdracht om het hoofdgebouw dat er nu nog staat te bouwen. In 1666 kocht Daniel Lestevenon dit huis van hem. Na diens dood breidde zijn vrouw Elisabeth Gillon de buitenplaats uit door het naastgelegen Het cleyne Huys te Manpat aan te kopen. In 1675 werd de buitenplaats verkocht aan de Amsterdamse koopman Cornelis van Goor. In 1708 breidde hij Huis te Manpad uit door aankoop van een stuk land en een huis met de naam de Capel.
Rond het jaar 1720 werd het huis ingrijpend verbouwd. Na 1720 werd mr. Wigbold Slicher de nieuwe eigenaar van de buitenplaats. Dirk van der Meer verbouwde en verfraaide de buitenplaats rond 1730 nogmaals. De weduwe van Van der Meer, Debora Elias, heeft omstreeks 1741 en 1742 aan tuinarchitect Adriaan Speelman de opdracht gegeven voor de aanleg van een nieuwe tuin met een grotere parterre. 

### Familie Van Lennep
In 1767 verkocht Elias de buitenplaats aan mr. David van Lennep, die het huis verder uitbreidde. Een aantal stijlkamers werd onder meer versierd met beschilderd behang met arcadische voorstellingen, vervaardigd door de behangschilder Jurriaen Andriessen. Van Lennep trouwde met Maria Machteld van Sypesteyn.
De buitenplaats bleef tot 1953 in handen van de familie Van Lennep. Politicus Cornelis van Lennep Sr., classicus en dichter David Jacob van Lennep en schrijver/politicus Jacob van Lennep hebben in het huis gewoond. David Jacob van Lennep plaatste in 1817 het monument De Naald (ter nagedachtenis aan de Slag bij Manpad, die in 1304 zou hebben plaatsgevonden) bij de kruising van de Manpadslaan en Herenweg.
In 1954 werd 'Huis te Manpad' gekocht door Jan Visser, chef protocol Buitenlandse Zaken en ambassadeur te Stockholm. In 1978 werd het huis ondergebracht in de Stichting 'Huis te Manpad'. Na Vissers overlijden in 1984 woonde zijn weduwe N. Visser-van Wijk er tot haar dood in 2005. Na een verbouwing wordt het huis sinds mei 2006 opnieuw particulier bewoond.
In het voorjaar bloeien er vele stinsenplanten in het park, waaronder in mei het zeldzame Haarlems Klokkenspel. Om de boomgaard en bloementuin loopt een slangenmuur, de langste van West-Europa.

## Trivia
- De opnames van "Myrte en de demonen" zijn gemaakt op het Huis te Manpad. De regisseur was de in 1933 naar Nederland vertrokken Duitse immigrant Paul Schreiber.[bron?]